# Jurinella egle
Jurinella egle är en tvåvingeart som beskrevs av Charles Howard Curran 1947. Jurinella egle ingår i släktet Jurinella och familjen parasitflugor. Inga underarter finns listade i Catalogue of Life.